# Morpho ganymede
Morpho ganymede är en fjärilsart som beskrevs av John Obadiah Westwood 1851. Morpho ganymede ingår i släktet Morpho och familjen praktfjärilar. Inga underarter finns listade i Catalogue of Life.